# 孝子 (岬町)
孝子（きょうし）は、大阪府泉南郡岬町の大字。本項では同地域にかつて存在した泉南郡孝子村（きょうしむら）についても記す。

## 地理

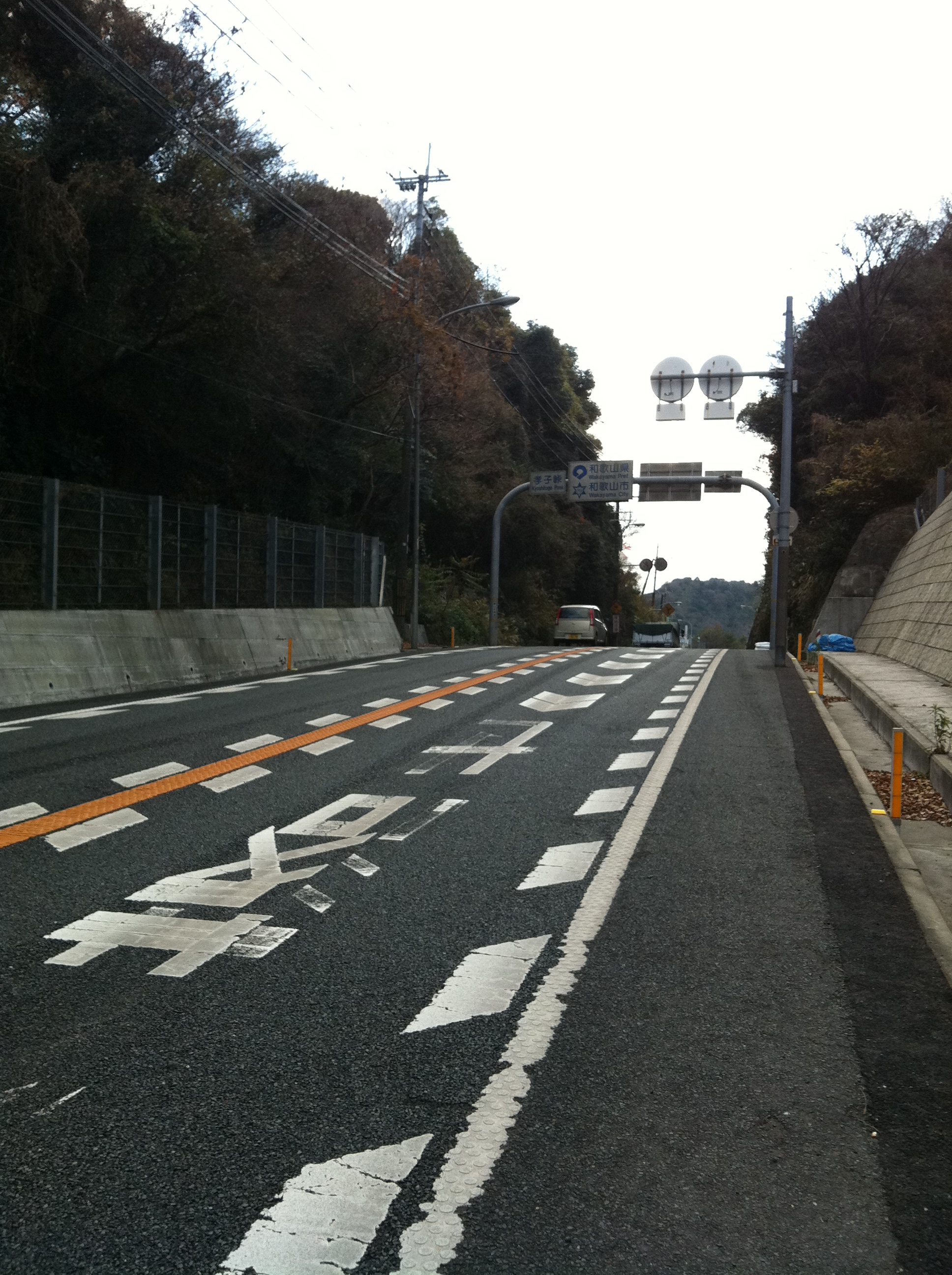
岬町側から見た孝子峠

大川の上流域に位置し、上孝子・中孝子・下孝子の三つの集落に分かれる。

### 河川
- 大川
- 逢帰ダム

南海本線孝子駅から徒歩で30分〜40分
途中、自動車進入禁止のフェンスがあり。
河川：大川水系大川、目的：洪水軽減,灌漑,水道水,
型式：重力式コンクリート
堤高：33.2 m、堤頂長：93 m、堤体積：30,000 立方m
流域面積：2.6 平方km、湛水面積：8 ha
総貯水容量：1,024,000 立方m、有効貯水容量：914,000 立方m
ダム事業者：大阪府、本体施工者：大成建設
竣工：1967年【昭和42 年】、ダム湖名称：逢帰池（あいがえりいけ）

### 山岳
- 札立山
- 学文寺山
- 東山

### 峠
- 孝子峠

## 歴史
大川の下流域に位置する深日とのつながりが強く、往古より孝子の氏神は深日に鎮座する国玉神社である。一方、教育においては学制改革による1947年（昭和22年）の新制中学校の発足時や1993年（平成5年）の岬町立孝子小学校の休校に際して、淡輪が孝子の受け入れ先を担ってきた経緯がある。

### 沿革
- 幕末時点では日根郡孝子村であった。常陸土浦藩領。
- 1870年（明治3年）2月 - 土浦藩領が堺県に移管。
- 1881年（明治14年）2月7日 - 第2次府県統合により大阪府の管轄となる。
- 1889年（明治22年）4月1日 - 町村制の施行により、孝子村が単独で自治体として発足。
- 1896年（明治29年）4月1日 - 所属郡が泉南郡に変更。
- 1955年（昭和30年）4月1日 - 孝子村が淡輪村、深日町、多奈川町と合併して岬町が発足。同日孝子村廃止。同町大字孝子となる。

## 世帯数と人口
2015年（平成27年）10月1日現在（国勢調査）の世帯数と人口（国勢調査調べ）は以下の通りである。
| 大字 | 世帯数  | 人口  |
| ---- | ------- | ----- |
| 孝子 | 145世帯 | 320人 |

### 人口の変遷
国勢調査による人口の推移。
| 1995年（平成7年）  | 604人 | [ 5 ] |  |
| 2000年（平成12年） | 538人 | [ 6 ] |  |
| 2005年（平成17年） | 465人 | [ 7 ] |  |
| 2010年（平成22年） | 393人 | [ 8 ] |  |
| 2015年（平成27年） | 320人 | [ 2 ] |  |

### 世帯数の変遷
国勢調査による世帯数の推移。
| 1995年（平成7年）  | 181世帯 | [ 5 ] |  |
| 2000年（平成12年） | 184世帯 | [ 6 ] |  |
| 2005年（平成17年） | 181世帯 | [ 7 ] |  |
| 2010年（平成22年） | 167世帯 | [ 8 ] |  |
| 2015年（平成27年） | 145世帯 | [ 2 ] |  |

## 学区
市立小・中学校に通う場合、学区は以下の通りとなる（2018年2月時点）。
| 番・番地等 | 小学校           | 中学校         |
| ---------- | ---------------- | -------------- |
| 全域       | 岬町立淡輪小学校 | 岬町立岬中学校 |

## 事業所
2016年（平成28年）現在の経済センサス調査による事業所数と従業員数は以下の通りである。
| 大字 | 事業所数 | 従業員数 |
| ---- | -------- | -------- |
| 孝子 | 10事業所 | 46人     |

## 交通

### 鉄道
南海電気鉄道
- 南海本線 - 孝子駅が設置されている。

### バス
ミニループバスみさき（中日臨海バスに委託）
- 孝子路線
  - ピアッツァ5 - 多奈川小学校 - 多奈川駅 - 岬町役場 - 中孝子 - 上孝子

### 道路
- 国道26号（第二阪和国道孝子ランプが設置されている）
- 大阪府道752号和歌山阪南線（孝子越街道）

## 施設
- 岬町立孝子小学校 - 1993年から休校中。一時的に岬町立淡輪小学校に統合。1908年（明治41年）に建てられた校舎を利用して「岬の歴史館」が2011年（平成23年）4月より開設されている[11]。
- 岬孝子簡易郵便局
- 至岬町孝子浄水場
- ドライビングスクールみさき - 敷地の一部のみが地内にあたる。
- 高仙寺孝子観音
- 正楽寺
- 金輪寺
- 恵光寺 - <浄土真宗 本願寺派>
- 円明寺

## 史跡
- 橘逸勢墓

## その他

### 日本郵便
- 郵便番号 : 599-0302[3]（集配局：岬郵便局[12]）。